# Equazione di Bethe-Salpeter
L'equazione di Bethe-Salpeter, dal nome dei fisici Hans Bethe e Edwin Ernest Salpeter, descrive gli stati legati di un sistema quantistico a due corpi (particelle). 
Esempi di sistemi a due particelle descritti dall'equazione di Bethe-Salpeter sono il positronio, sistema costituito da una coppia legata elettrone-positrone, il mesone costituito da stati legati di e quark e antiquark, e in fisica della materia condensata, l'eccitone, costituito da una coppia legata elettrone-lacuna.
Poiché l'equazione di Bethe-Salpeter descrive stati legati di due particelle, sviluppi (diagrammatici) in teoria delle perturbazioni non sono possibili.

## Equazione di Bethe-Salpeter
Bethe e Salpeter scrissero l'equazione nella forma:
{\displaystyle \left({\frac {m_{1}}{m_{1}+m_{2}}}P\!\!\!\!/\ +q\!\!\!/\ -m_{1}\right)\left({\frac {m_{2}}{m_{1}+m_{2}}}P\!\!\!\!/\ -q\!\!\!/\ -m_{2}\right)\psi (q)=i\int d^{4}q'I(q,q';P)\psi (q')}
dove {\displaystyle P} è il quadrimomento dello stato legato, e 
{\displaystyle q={\frac {m_{2}}{m_{1}+m_{2}}}p_{1}-{\frac {m_{1}}{m_{1}+m_{2}}}p_{2}}
mentre {\displaystyle I} è il kernel dell'equazione di Bethe-Salpeter.